# Папино, Луи-Жозеф
Луи-Жозеф Папино (фр. Louis-Joseph Papineau; 7 октября 1786 года, Монреаль, — 25 сентября 1871 года, Монтебелло) — канадский политик, адвокат.

## Биография
Родился 7 октября 1786 года в Монреале.
После учёбы Папино начал заниматься адвокатской практикой, но впоследствии, как и его отец, перешёл в политику. На выборах 1808 года он вступил в парламент провинции Нижняя Канада. В 1815 году Папино стал главой Канадской партии — движения франкоканадских патриотов, сторонников реформ, стоявших в оппозиции к английским властям.

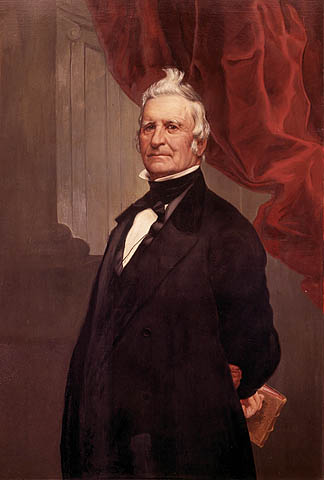
Портрет работы Альфреда Буассо

Луи-Жозеф Папино участвовал в составлении 92 резолюций, утверждённых парламентом 21 февраля 1834 года. Этот манифест, отправленный в Лондон, представлял собой политические требования канадцев и протест против монархической власти, несправедливой по отношению к франкоканадцам. Папино и его партия потребовали ответственного избираемого правления, которое контролировало бы доходы и принимало законы Нижней Канады.
После опубликования в марте 1837 года 10 резолюций Расселла, которые представляли негативный ответ на требования франкоканадцев, Папино возглавил движение сопротивления и участвовал в народных собраниях. Также он руководил комитетом, организовывающим бойкот английской продукции. Осенью 1837 года, когда недовольство населения переросло в вооруженный конфликт (Восстание Патриотов), Папино вместе с Эдмундом О’Каллиганом создал Совет патриотов.
16 ноября 1837 года английское правительство подписало арест и назначило награду за его поимку, Папино покинул Монреаль и тайно уехал в США. С 1839 по 1845 годы он жил во Франции.
Папино вернулся в Канаду в 1848 году и ещё длительное время занимался политикой. Принимал участие в создании Красной партии. Луи-Жозеф Папино скончался в своем поместье в Монтебелло (Квебек) 25 сентября 1871 года.
Внуком Папино был не менее известный канадский политик и журналист Анри Бурасса.
Его именем названа станция Монреальского метро.